# Andrea Baldini
Andrea Baldini (Livorno, 19 de dezembro de 1985) é um esgrimista italiano, campeão olímpico.
Andrea Baldini representou seu país nos Jogos Olímpicos de Verão de 2012. Conseguiu a medalha de ouro Florete por equipe em 2012.